# Nikolaj Semjonovič Kardašov
Nikolaj Semjonovič Kardašov (rusko Никола́й Семёнович Кардашёв), ruski astronom in astrofizik, * 25. april 1932, Moskva, Sovjetska zveza (sedaj Rusija), † 3. avgust 2019, Moskva.

## Življenje in delo
Kardašov je diplomiral leta 1955 na MGU. Po študiju je začel delati v Državnem astronomskem inštitutu Šternberga. Leta 1962 je doktoriral pod mentorstvom Šklovskega.
Leta 1963 je raziskoval kvazar CTA-102, ki so ga malo prej odkrili na Kalifornijskem tehnološkem inštitutu. To je bilo prvo sovjetsko raziskovalno delo na področju iskanja inteligentnega nezemeljskega življenja (SETI). Pri tem je pokazal, da so morda nekatere galaktične civilizacije lahko milijone ali milijarde let pred človeško. Leta 1964 je za primerjavo takšnih civilizacij vpeljal razvrstitveno shemo, lestvico Kardašova.
Kardašov je predložil tudi, da če je domneva mnogovesolij pravilna, so najrazvitejše civilizacije zapustile krajevno Vesolje in se preselile v primernejše zanje.
12. decembra 1976 je postal dopisni član Sovjetske akademije znanosti v razredu splošne fizike in astronomije. Redni član Ruske akademije znanosti je postal 21. marca 1994.
Leta 1990 je postal prvi direktor Astrovesoljskega središča FIAN v Moskvi.